# مجزرة ديالى 2022
في 21 يناير 2022، اقتحم عدد من المسلحين من تنظيم الدولة الإسلامية قاعدة عسكرية عراقية في منطقة العظيم الريفية، في محافظة ديالى. وأسفر الهجوم عن مقتل ما لا يقل عن 11 جنديًا عراقيًا أثناء نومهم.
بدأت الهجمات حوالي الساعة 3:00 صباحًا عندما دخل المسلحون الثكنات، وقاموا بإطلاق النار على الجنود النائمين قبل أن يغادروا. قُتل أحد عشر شخصًا، عشرة جنود وملازم واحد يُدعى ضرغام لؤي. وقد أعلنت داعش لاحقًا مسؤوليتها عن الهجوم عبر تطبيق تيليجرام. أدانت الحكومة العراقية الحادثة على الفور، وشنّت غارة جوية ضد أهداف داعش جنوبي قضاء الحضر في نينوى ردًا على ذلك. كما أدان برهم صالح، رئيس وزراء إقليم كردستان السابق، الهجمات الإرهابية لداعش.
تمت إدانة المذبحة من قبل حكومات إقليم كردستان العراق وتركيا والإمارات العربية المتحدة.
أجرى رئيس إقليم كردستان العراق نيجيرفان بارزاني مكالمة هاتفية مع رئيس الوزراء العراقي السابق مصطفى الكاظمي، حيث أدان الهجوم وعبّر عن تعاطفه مع شعب العراق.
في 25 يناير 2022، صوت مجلس الأمن التابع للأمم المتحدة لإدانة عمليات القتل.